# 알빈 쿠르티

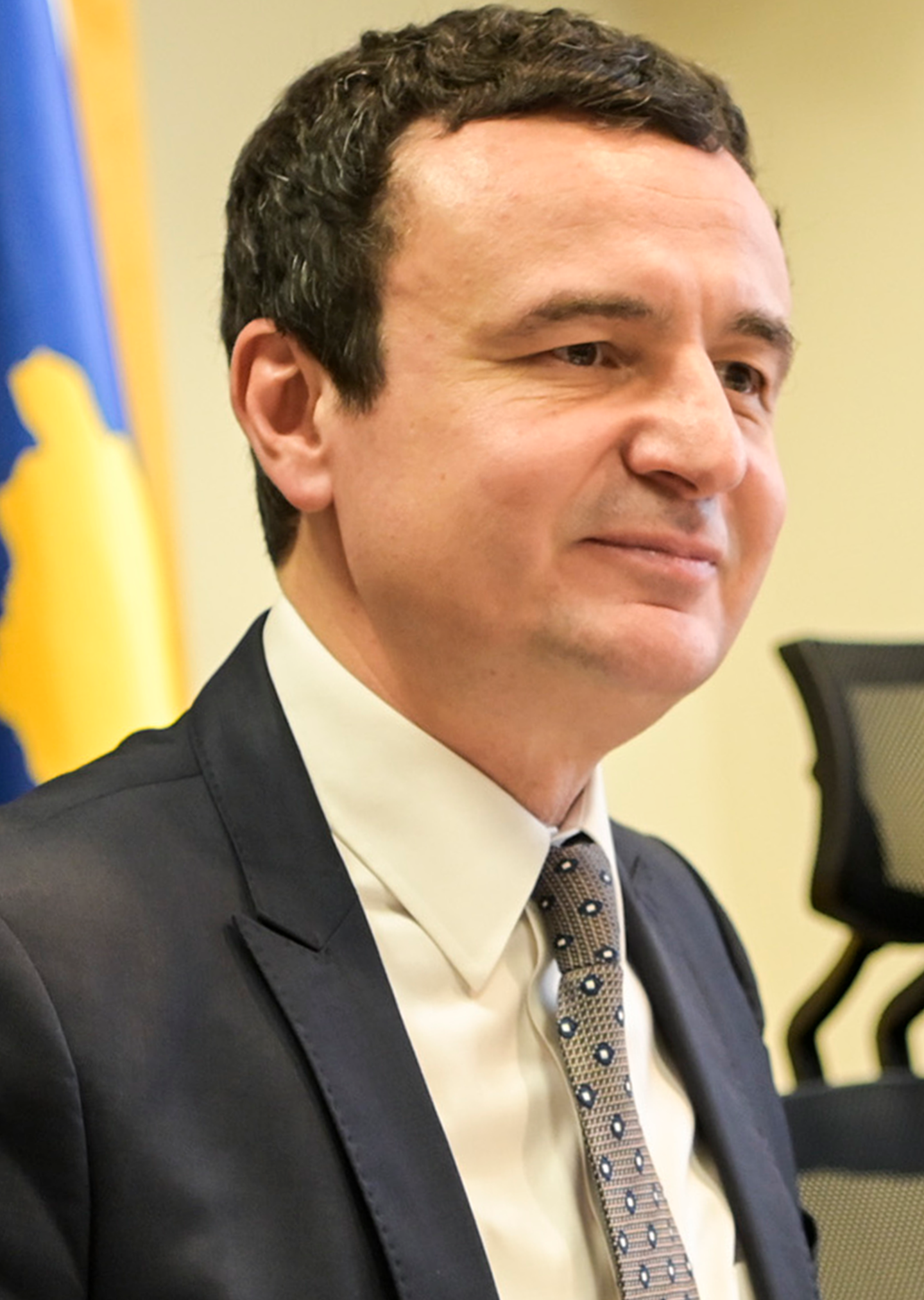

알빈 쿠르티(알바니아어: Albin Kurti, 1975년 3월 24일 ~ )는 코소보의 정치인으로 2020년 2월부터 6월까지 총리직을 지냈으며, 2021년 총리직에 복귀했다. 1997년 프리슈티나 대학교 학생회 부회장으로서 이름을 알렸으며, 1997년과 1998년에 비폭력 집회를 주도했다. 아뎀 데마치가 코소보 해방군(KLA)의 정치대변인이 되자, 쿠르티는 데마치의 곁에서 일했다. 2010년부터 3선 국회의원을 지내기도 했다.

## 총리

### 선거
2020년 2월 3일 국회 표결에서 찬성 66표, 기권 10표, 34표의 불참으로 총리에 선출되었다.